# Edmund Goulding
Edmund Goulding (Feltham, Middlesex, Reino Unido, 20 de marzo de 1891-Los Ángeles, Estados Unidos, 24 de diciembre de 1959) fue un actor, guionista, letrista de canciones y novelista británico. Desde 1921 trabajó en los EE. UU., y en su actividad como director de cine alcanzó el mayor reconocimiento.

## Gran Bretaña
Goulding tuvo distintos trabajos en medios teatrales de Londres hasta el estallido de la Primera Guerra Mundial, como actor y letrista. Se enroló en el ejército británico y resultó herido. 

## Películas en Estados Unidos
En 1921 se trasladó a los Estados Unidos, donde se desarrolló principalmente su carrera cinematográfica. Como actor inició su carrera en 1922: era uno de los fantasmas en Three Live Ghosts, producción de la Paramount con Norman Kerry y Cyril Chadwick.
Sus películas más famosas son ciertos dramas como Grand Hotel (1932, protagonizada por Greta Garbo y Joan Crawford), como Dark Victory (1939, título español: Amarga victoria, con Bette Davis y Bogart) y como The Razor's Edge (1946, en español: El filo de la navaja, basada en la novela homónima de Somerset Maugham, con Gene Tierney y Tyrone Power).
Aparte de ese tipo de filmes, también dirigió otras importantes películas, como el clásico del cine negro Nightmare Alley (1947, en español El callejón de las almas perdidas, con Tyrone Power y Joan Blondell).

## Vida privada
Estuvo casado con la bailarina Marjorie Moss desde 1931 hasta la muerte de ésta en 1935. En Hollywood era conocida la bisexualidad de Goulding y se le conocieron numerosos amantes masculinos.
Murió durante una operación quirúrgica en el Lebanon Medical Center de Los Ángeles.

## Filmografía

### Como director
- Sun-Up (1925)
- Sally, Irene y Mary (Sally, Irene and Mary, 1925)
- Paris (1926)
- La mujer adora los brillantes (Women Love Diamonds, 1927)
- Ana Karenina (Love, 1927)
- Un cierto muchacho (A Certain Young Man, 1928), sin acreditar
- La intrusa (The Trespasser, 1929)
- Galas de la Paramount / Galas de Paramount (Paramount on Parade, 1930), compuesta por 20 segmentos dirigidos por 11 directores distintos.
- The Devil's Holiday (1930), director y guionista.
- Los ángeles del infierno (Hell's Angels, 1930), codirigida con Howard Hughes pero sin acreditar.
- Para alcanzar la luna (Reaching for the Moon, 1930)
- El ángel de la noche (Night Angel, 1931), director y guionista.
- Gran Hotel (Grand Hotel, 1932)
- La rubia del Follies (Blondie of the Follies, 1932)
- Deslices (Riptide, 1934), director y guionista.
- Una fiesta en Hollywood (Hollywood Party, 1934), uno de los segmentos pero sin acreditar.
- The Flame Within (1935), director, guionista y productor.
- Una noche en la ópera (A Night at the Opera, 1935), sin acreditar.
- Aquella mujer (That Certain Woman, 1937), director y guionista.
- White Banners (1938)
- The Dawn Patrol (1938)
- Amarga victoria, (Dark Victory, 1939)
- La solterona (The Old Maid, 1939)
- No estamos solos (We Are Not Alone, 1939)
- Viaje sin retorno ('Til We Meet Again, 1940)
- La gran mentira (The Great Lie, 1941)
- Siempre y un día (Forever and a Day, 1943), director de un segmento y productor.
- La ninfa constante (The Constant Nymph, 1943)
- Claudia, esposa moderna (Claudia, 1943)
- Cautivo del deseo (Of Human Bondage, 1946)
- El filo de la navaja (The Razor's Edge, 1946)
- The Shocking Miss Pilgrim (1947), sin acreditar.
- El callejón de las almas perdidas (Nightmare Alley, 1947)
- Si ella lo supiera (Everybody Does It, 1949)
- El caso 880 (Mister 880, 1950)
- Down Among the Sheltering Palms (1952)
- No estamos casados (We're Not Married!, 1952)
- Teenage Rebel (1956), director y guionista.
- Martes de carnaval (Mardi Gras , 1958)

### Como guionista
- The Quest of Life (1916), basada en su obra de teatro Ellen Young.
- The Silent Partner (1917)
- The Ordeal of Rosetta (1918)
- The Imp (1919)
- The Perfect Lover (1919)
- The Glorious Lady (1919)
- A Regular Girl (1919)
- Sealed Hearts (1919)
- A Daughter of Two Worlds (1920)
- Madonnas and Men (1920)
- The Dangerous Paradise (1920)
- The Sin That Was His (1920)
- The Devil (1921)
- Dangerous Toys (1921)
- A Man of Stone (1921)
- David el duro (Tol'able David, 1921)
- Cleo, la francesita (Peacock Alley, 1922)
- The Seventh Day (1922)
- Fascination (1922)
- La rosa de Nueva York (Broadway Rose, 1922)
- Till We Meet Again (1922)
- Heroes of the Street (1922)
- Fury (1923)
- Dark Secrets (1923)
- La reina de Jazzmania (Jazzmania, 1923)
- The Bright Shawl (1923)
- Las luces de Broadway (Bright Lights of Broadway, 1923)
- Tiger Rose (1923)
- Del abismo a la cumbre (The Man Who Came Back, 1924)
- El infierno del Dante (Dante's Inferno, 1924)
- Gerald Cranston's Lady (1924)
- ¡Qué siga la danza! (The Dancers, 1925)
- The Scarlet Honeymoon (1925)
- El necio (The Fool, 1925)
- Desolación (Havoc, 1925)
- The Beautiful City (1925)
- Madres que bailan (Dancing Mothers, 1926)
- Hapiness Ahead (1928)
- La chica de la suerte (A Lady of Chance, 1928)
- La melodía de Broadway (The Broadway Melody, 1929)
- The Grand Parade (1930)
- Sonntag des Lebens (1931)
- Carne (Flesh, 1933)
- Casada por azar (No Man of Her Own, 1932)
- Two Girls on Broadway (1940)
- Vieja amistad (Old Acquaintance, 1943)
- Flight from Folly (1945)